# Санта Кристина д'Аспромонте
Санта Кристѝна д'Аспромо̀нте (на италиански: Santa Cristina d'Aspromonte) е село и община в Южна Италия, провинция Реджо Калабрия, регион Калабрия. Разположено е на 514 m надморска височина. Населението на общината е 977 души (към 2012 г.).